# Hexapropimát
A hexapropimát altató ill. nyugtató gyógyszer. A barbiturátokhoz hasonló hatása van. Az 1970–80-as években álmatlanság ellen használták, amíg újabb, biztonságosabb szerek fel nem váltották.
A hexapropimát fehér színű kristály, mely oldódik etanolban, glicerinben, propilén-glikolban.

## Készítmények
- Modirax
- Lunamin
- Merinax

## Fordítás
Ez a szócikk részben vagy egészben  a   Hexapropymate című angol Wikipédia-szócikk fordításán alapul.  Az eredeti cikk szerkesztőit annak laptörténete sorolja fel. Ez a jelzés csupán a megfogalmazás eredetét és a szerzői jogokat jelzi, nem szolgál a cikkben szereplő információk forrásmegjelöléseként.